# Yula
Yula is een geslacht van vlinders van de familie Uilen (Noctuidae), uit de onderfamilie Hadeninae.

## Soorten
- Y. argyrospila Warren, 1912
- Y. moneta Warren, 1912
- Y. muscosa Hampson, 1891
- Y. novaeguineae Bethune-Baker, 1906
- Y. submarginata Warren, 1912
- Y. tenuilinea Warren, 1912